# Kim Kjong-ok
Kim Kjong-ok (* 25. března 1983) je bývalá korejská zápasnice-judistka.

## Sportovní kariéra
V jihokorejské seniorské reprezentace se pohybovala od roku 2000 v pololehké váze do 52 kg a vydržela v ní na Korejku dlouhých 15 sezón. Připravovala se na univerzitě v Jonginu.
V roce 2000 neuspěla při korejské olympijské nominaci proti Čang Če-sim a v roce 2004 proti I Un-hui. V korejské olympijské nominaci uspěla až napotřetí v roce 2008 a startovala na olympijských hrách v Pekingu. Ve čtvrtfinále nestačila na Alžířanku Soraju Hadadovou a přes opravy postoupila do boje o třetí místo, ve kterém nastoupila proti Japonce Misato Nakamuraové. Koncem první minuty zápasu neuhlídala Nakamuraové levé ko-soto-gari za wazari a na zemi se nechala chytit do držení. Obsadila 5. místo.
V roce 2012 se kvalifikovala na olympijské hry v Londýně. V úvodním kole porazila Brazilku Ériku Mirandaovou v prodloužení submisí nasazením škrcení. Ve čtvrtfinále se utkala s Italkou Rosalbou Forcinitiovou a od úvodu dominovala zápasu svým ostrým levým úchopem. Italka však svým pasivním stylem úspěšně odrážela její útoky a vhodnou chvíli nastupovala do techniky seoi-nage. Po nerozhodném výsledku přišly na řadu praporky a rozhodčí se příklonili na stranu Italky. V opravách se jí nedařilo a obsadila 7. místo.
Sportovní kariéru ukončila v roce 2016.

### Vítězství na mezinárodních turnajích
- 2005 - 1x světový pohár (Čedžu)
- 2010 - 1x světový pohár (Taškent)
- 2012 - 1x světový pohár (Apia)

## Výsledky
| Turnaj            | 2000           | 2001           | 2002           | 2003           | 2004           | 2005           | 2006           | 2007           | 2008           | 2009           | 2010           | 2011           | 2012           |  |
| Turnaj            | 17             | 18             | 19             | 20             | 21             | 22             | 23             | 24             | 25             | 26             | 27             | 28             | 29             |  |
| Turnaj            | pololehká váha | pololehká váha | pololehká váha | pololehká váha | pololehká váha | pololehká váha | pololehká váha | pololehká váha | pololehká váha | pololehká váha | pololehká váha | pololehká váha | pololehká váha |  |
| ----------------- | -------------- | -------------- | -------------- | -------------- | -------------- | -------------- | -------------- | -------------- | -------------- | -------------- | -------------- | -------------- | -------------- |  |
| Olympijské hry    | —              |                |                |                | —              |                |                |                | 5.             |                |                |                | 7.             |  |
| Mistrovství světa |                | —              |                | úč.            |                | úč.            |                | 5.             |                | —              | úč.            | úč.            |                |  |
| Asijské hry       |                |                | —              |                |                |                | 5.             |                |                |                | 5.             |                |                |  |
| Mistrovství Asie  | 3.             | —              |                | 1.             | —              | 2.             |                | 3.             | —              | —              |                | 3.             | —              |  |
| MS juniorů        | —              |                | 3.             |                |                |                |                |                |                |                |                |                |                |  |